# روب ويلكينسون
روب ويلكينسون (بالإنجليزية: Rob Wilkinson) هو فنان قتال مختلط أسترالي، ولد في 22 فبراير 1992 في هوبارت في أستراليا.

## وصلات خارجية
- روب ويلكنسون على موقع يو إف سي (الإنجليزية)
- روب ويلكنسون على موقع شيردوغ (الإنجليزية)
- روب ويلكنسون على موقع Tapology.com (الإنجليزية)
- روب ويلكنسون على موقع إي إس بي إن (الإنجليزية)
- روب ويلكنسون على موقع IMDb (الإنجليزية)